# 文面上の訴え
文面上の訴え（ぶんめんじょうのうったえ、facial challenge）は、ある法律がアメリカ合衆国憲法上違憲であり、したがって無効であると原告が主張する訴訟。文面上の訴えが成功した場合、裁判所は問題の法律を文面的に無効であると宣言する。これは、その法律を完全に無効化する力がある。
文面上の訴えは少ない頻度でされるべきであると最高裁判所の判事は主張しているにもかかわらず、そのようにはなっていないことを示唆した研究が行われた。
2011年には、医療保険制度改革法の保険義務部分に対して文面上の訴えが行われた。